# Port Phillip (LGA)
City of Port Phillip is een Local Government Area (LGA) in Australië in de staat Victoria. Het maakt deel uit van de agglomeratie van Melbourne. City of Port Phillip telt 96.110 inwoners. Het bestuur zetelt in St Kilda.